# Jaraba
Jaraba es un municipio y localidad española de la provincia de Zaragoza, en la comunidad autónoma de Aragón. El término municipal, ubicado en la comarca de la Comunidad de Calatayud, tiene una población de 295 habitantes (INE 2024). Es una localidad que destaca por sus aguas termales, las cuales son el foco principal de atracción turística y de generación de puestos de trabajo.

## Toponimia
Se cree que el nombre Jaraba es debido a las zarzas (palabra de origen en la voz prerromana "sarza") que invadían todo el barranco y su salida, bajo las cuales estaban los manantiales termales. Esto hacía que en invierno, el vapor de agua caliente emergiera entre estas zarzas, por lo que a la zona se la denominó "Xarzaba". Este nombre se conservó hasta la conquista musulmana sobre los visigodos, cuando fue bautizada con el actual, que en árabe significa "abundancia de bienes" o "abundancia de agua".
Más probable parece su origen árabe, de شرابة, ŠARÃBA, ŠARÃB (jarabe, bebida) más la ta marbuta (A) como toponimizadora, sin duda en referencia a sus aguas termales y medicinales. Asín Palacios lo traduce como "bebida abundante".

## Geografía
Jaraba se encuentra situada al suroeste de la provincia de Zaragoza, muy cerca de la provincia de Guadalajara, equidistante de dos localidades históricamente muy importantes, Calatayud y Molina de Aragón. Está ubicada a orillas del río Mesa, que recibe gran parte de su caudal aquí debido a la existencia de numerosos manantiales que van a parar a dicho río. El entorno de Jaraba destaca por el gran cañón que el río Mesa va modelando hacia la localidad de Calmarza, con una serie de imponentes paredes rojizas de piedra caliza. Así mismo, son característicos los pinares con bosque de ribera en las zonas más húmedas, y las estepas con encinas, sabinas, tomillo, romero y espliego o lavanda en las zonas más secas. Cabe destacar, por último, que el municipio cuenta con más de 3000 hectáreas pertenecientes a la Red Natura 2000, la mayoría de ellas ubicadas en torno a las hoces y cañones del Río Mesa. Eclesiásticamente el municipio está incluido en el arciprestazgo del Alto Jalón.
Para llegar por carretera desde Zaragoza, se debe tomar la A-2 o autovía del Nordeste en dirección a Madrid. Se toma la salida 231 a través de la A-202 hasta Nuévalos (atravesando Munébrega), cogiendo después la A-2503, hasta la A-1501 que conduce, una vez pasado el embalse de La Tranquera y la localidad de Ibdes, a Jaraba.
Para llegar desde Madrid, hay que coger la A-2 o Autovía del Nordeste en dirección a Zaragoza. Se toma la salida 200 y se continúa durante 20 km por la A-2501 atravesando Cetina hasta llegar a Jaraba. Esta opción también se puede utilizar si se viene desde Zaragoza.
Si se quiere llegar a Jaraba desde Teruel o Valencia, hay que tomar la A-23 o Autovía Mudéjar dirección Zaragoza. Hay que desviarse en la salida 165 y tomar la N-211 en dirección Madrid hasta llegar a Molina de Aragón, donde nuevamente hay que desviarse para coger la CM-210 hasta llegar a la Comunidad Autónoma de Aragón, siguiendo la A-202 para enseguida, desviarse a la izquierda y tomar la A-2501 atravesando Campillo de Aragón, que tras 12 km conduce a Jaraba.
Así mismo, la línea de AVE que une Madrid con Barcelona tiene parada en Calatayud, a escasos 40 km de Jaraba. Además, también existe otra línea de tren que une Zaragoza con Madrid y que establece parada en la localidad de Cetina, a sólo 16 km de Jaraba.

## Historia
A mediados del siglo XIX, el lugar contaba con una población censada de 324 habitantes. La localidad aparece descrita en el noveno volumen del Diccionario geográfico-estadístico-histórico de España y sus posesiones de Ultramar de Pascual Madoz de la siguiente manera:

JARABA: l. con ayunt. de la prov. y aud. terr. de Zaragoza (20 leg.), c. g. de Aragon, part. jud. de Ateca (4), dióc. de Tarazona (20). sit en la ribera ízq. del r. Mesa, sobre las faldas orientales de un monte: reinan los vientos del N., E. y S.: su clima es templado y sano, aunque se padecen algunas herpes y calenturas intermitentes. Tiene sobre 70 casas, inclusa la del ayunt. y cárcel, escuela de niños á la que concurren de 20 á 30; igl. parr. (La Transfiguracion del Señor), servida por un párroco vicario natural de entrada, que nombra el cap. ecl. de Sta. Maria de Calatayud; una ermita dedicada á Ntra. Sra. de Jaraba sostenida por los vec, sit. en terreno escabroso á la der. del r., rodeada de peñascos muy elevados á la dist. de 1/4 y medio del pueblo; y un cementerio que no perjudica a la salud. El térm. confina por N. con el de Cetina; É. el de Ibdes; S. los de Campillo y Calmarza, y O. el de Sisamon: su estension será de 1 leg. en ambas direcciones. En su radio se encuentran algunos montes con carrascas, sabinas, romeros, yerbas aromáticas y espato especular; de SO. á NE. corre el r. Mesa, el cual se enriquece en esta pobl. con mas de 80 fuentes que brotan en su jurisd. entre las que hay una de aguas termales ferrujinoso sulfúreas, muy esperimentada para el dolor reumático y toda clase de enfermedades cutáneas: va á construirse en el punto donde nacen las aguas, que es á 1/2 cuarto del pueblo, un edificio de baños con 8 pilas y demas oficinas correspondientes. El terreno es algo montuoso y desigual, y de regular calidad. prod.: toda clase de cereales, vino, cáñamo, patatas, aceite, higos y frutas de toda especie: mantiene ganado lanar y cabrío, hay abundante caza en los mentes, y pesca en el r. de barbos, anguilas, bastantes cangrejos y alguna trucha. caminos: los que se dirigen á los pueblos comarcanos, en mal estado. La correspondencia se recibe de Calatayud por cartero particular tres veces á la semana. ind.: la agrícola, fáb. de cal y carboneo, y un molino harinero. pobl.: 68 vec., 324 alm. cap. prod.: 1.020,000 rs. imp.: 64,200. contr.: 13,165 : el presupuesto municipal asciende á 7,000 rs. del que se pagan 216 al secretario del ayunt., y se cubre con el producto de algunos propíos y arbitrios, y por reparto vecinal.
(Madoz, 1847, p. 584)

## Demografía
Jaraba cuenta con una población de 295 habitantes (INE 2024).
| Gráfica de evolución demográfica de Jaraba entre 1842 y 2021                                                        |
| |
| Población de derecho según los censos de población del INE Población de hecho según los censos de población del INE |

La evolución de la población de Jaraba, al igual que en muchas otras localidades de Aragón, fue creciente durante la primera mitad del siglo XX, cuando llegó a contar con casi 900 habitantes. Desde entonces, la población fue disminuyendo de manera constante, si bien este descenso fue mucho más leve y menos acusado a partir de los años 1980. En la última década, sin embargo, la población se ha mantenido estable e incluso ha aumentado, si bien nunca se han vuelto a alcanzar los 400 habitantes en Jaraba. El municipio tiene un área de 42,81 km² con una población de 280 habitantes (INE 2022) y una densidad de 6,54 hab/km².

## Administración y política
| Período   | Alcalde                 | Partido    |  |
| --------- | ----------------------- | ---------- |  |
| 1979-1983 | Jesús Escolano Monge    | UCD        |  |
| 1983-1987 | Jesús Escolano Monge    | PAR        |  |
| 1987-1991 | Jesús Escolano Monge    | CDS        |  |
| 1991-1995 | Jesús Escolano Monge    | PAR        |  |
| 1995-1999 |                         | PAR        |  |
| 1999-2003 | José Pérez Escolano     | PP         |  |
| 2003-2007 | José Pérez Escolano     | PP         |  |
| 2007-2011 | Manuel Pérez Sicilia    | PSOE       |  |
| 2011-2015 | Manuel Pérez Sicilia    | PSOE       |  |
| 2015-2019 | Joaquín Barriga Lorente | PAR        |  |
| 2019-2023 | Felicidad Pérez Sicilia | Ciudadanos |  |

| Partido político    | Partido político                                   | 2003   | 2007   | 2011   | 2015   | 2019   |
| Partido político    | Partido político                                   | Ediles | Ediles | Ediles | Ediles | Ediles |
|                     | Partido Aragonés (PAR)                             | —      | 3      | 2      | 4      | 2      |
|                     | Partido de los Socialistas de Aragón (PSOE-Aragón) | 2      | 3      | 4      | 2      | 1      |
|                     | Partido Popular de Aragón (PP)                     | 5      | 1      | 1      | 1      | 0      |
|                     | Ciudadanos (CS)                                    | —      | —      | —      | —      | 4      |
| Total de concejales | Total de concejales                                | 7      | 7      | 7      | 7      | 7      |

## Fiestas

### Comisión de Fiestas de Jaraba
Jaraba dispone de una Comisión de Fiestas formada por personas de todas las edades del pueblo que voluntariamente trabajan por mantener las tradiciones festivas del municipio e incluso intentar mejorar cada año las fiestas en las que todo el pueblo se une para disfrutar en armonía.

### Fiestas patronales
- Los días 14, 15 y 16 de agosto (a veces también se incluye el día 13 o el día 17) se celebran las fiestas patronales en honor a la Virgen de Jaraba.[14] En ellas todos los habitantes de la localidad y los numerosos visitantes que se acercan disfrutan de diversas actividades, como la fiesta del agua el día del chupinazo, la música nocturna y las jotas aragonesas en la plaza del pueblo, los campeonatos de guiñote, futbolín y disfraces... También es típica y muy querida la misa de la mañana del 15 de agosto en el Santuario de la Virgen de Jaraba, situado sobre un risco del desfiladero del barranco de la Hoz Seca. Es habitual hacer el camino desde la propia localidad hasta la ermita (unos 2,5 kilómetros), donde se realiza dicha misa y es tradicional ofrecer pastas y moscatel a los visitantes.
- El último fin de semana de septiembre se celebran las fiestas en honor a San Vicente y San Roque.[15] La particularidad de estas fiestas es que son las únicas que tienen lugar en esas fechas en toda la comarca, por lo que son muchas las personas que se desplazan hasta Jaraba procedentes de localidades cercanas. Son tradicionales,  entre otras iniciativas, una chocolatada en la plaza del pueblo, la Diana Floreada, el recorrido por las diversas peñas del pueblo amenizado por la charanga, los partidos de pelota mano en el frontón...todo ello acompañado de actuaciones musicales nocturnas en el pabellón municipal.

### Otras festividades
- Hoguera de San Antón: 16 de enero.
- Hoguera de San Sebastián: 19 de enero.
- Hoguera de Santa Águeda: 4 de febrero.

## Termalismo

### Balnearios de Jaraba
Las aguas termales de Jaraba son conocidas desde la época romana. Tienen un bajo contenido en sodio, por lo que son ideales para aquellas personas con afecciones en las vías urinarias. En 1828 se construyó el primero de los tres balnearios que actualmente existen en la localidad, el Balneario de La Virgen. Más tarde se construyeron los otros dos balnearios, Serón y Sicilia, que están unidos por un bonito paseo paralelo al Río Mesa, en el que abundan los árboles frondosos y los riachuelos que lo atraviesan. Tanto el Balneario de Sicilia como el de La Virgen se hallan ubicados fuera del casco urbano de Jaraba, siguiendo la carretera que conduce a Calmarza, mientras que el Balneario de Serón se encuentra a escasos metros de la localidad. Estos tres complejos ofrecen numerosos servicios al visitante, siendo los más destacados los relativos a masajes, tratamientos corporales, baños y duchas. Así mismo, son de gran importancia para la localidad y para la comarca, ya que generan muchos puestos de trabajo y ayudan a vertebrar la zona.

### Plantas embotelladoras
Al igual que los balnearios, las plantas embotelladoras llevan tiempo instaladas en Jaraba, y sirven para dar trabajo a muchas personas.
En la actualidad, existen un total de dos plantas embotelladoras en el municipio: Fontecabras y Lunares. Ambas aprovechan los numerosos manantiales de Jaraba para envasar y comercializar sus aguas minero-medicinales.

## Patrimonio
La iglesia de la Transfiguración del Señor está encuadrada dentro del arciprestazgo del Alto Jalón de la Diócesis de Tarazona.
En el municipio pueden encontrarse pinturas rupestres. Las figuras se encuentran en una pared rocosa en el cañón del río Mesa. Son cuatro figuras, un hombre, una mujer y dos ciervos, que se realizaron en una pared rocosa como aviso o marca del territorio. Hasta ahora solo se conocía un enclave con arte levantino en la provincia de Zaragoza, el abrigo del Plano del Pulido en Caspe. El hallazgo lo realizó un vecino de la zona, Serafín Benedí, de forma casual, y lo comunicó a los especialistas de la universidad, que viajaron de inmediato a comprobar lo que contaba. Y lo que se encontraron fue un pequeño conjunto de pinturas, que desconcierta por estar a trasmano de los grandes 'centros' rupestres aragoneses, concentrados en las provincias de Huesca y Teruel. Después de dos años y tras muchas promesas por parte de la Diputación General de Aragón afirmando que las pinturas serían protegidas, durante el mes de junio de 2012 se procedió a su protección mediante un vallado metálico de unos dos metros y medio de altura de un color rojizo.